# حزب الشعب الإفريقي
حزب الشعب الأفريقي كان حزبا سياسيا في كينيا.

## التاريخ
تم تأسيس الحزب في سبتمبر 1962 من قبل بول نجي بعد أن غادر الاتحاد الوطني الأفريقي الكيني بعد خلاف مع جومو كينياتا وتوم مبويا.  مع الكثير من الدعم من كامبا، شكل الحزب ميثاقًا انتخابيًا مع الاتحاد الديمقراطي الكيني الأفريقي للانتخابات العامة في مايو 1963. 
وشهدت الانتخابات فوز الحزب بثمانية مقاعد في مجلس النواب واثنين في مجلس الشيوخ، جميعها في كيتوي وماشاكوس.  تخلى الحزب في وقت لاحق عن اتفاقه مع الاتحاد الديمقراطي بسبب دعمه لدستور فيدرالي، وتم حله في سبتمبر 1963 عندما انضم نوابه إلى الاتحاد الوطني. 